# Stazione di Vespolate
La stazione di Vespolate è una stazione ferroviaria posta sulla linea Novara-Alessandria. Serve il centro abitato di Vespolate.